# Kamen Rider Geats
Kamen Rider Geats (仮面ライダーギーツ, Kamen Raidā Gītsu?) es el título de la 33° temporada de la franquicia Kamen Rider, producida por Toei Company y emitida en TV Asahi desde el 4 de septiembre de 2022 al 27 de agosto de 2023. Es la temporada con la mayor cantidad de Riders que han aparecido o mencionado, seguido de Kamen Rider Hibiki y Kamen Rider Gaim. El eslogan de la temporada es "Este juego - El ganador al final soy yo" (このゲーム―最後に勝つは俺オレだ, Kono Gēmu ― Saigo ni Katsu wa Ore da?)

## Argumento
El Desire Grand Prix (デザイアグランプリ Dezaia Guran Puri?) es un juego de realidad virtual para proteger la paz de la ciudad de la amenaza de los misteriosos Jyamato, cuyo origen y propósito se desconocen. Muchos participantes se transforman en Kamen Riders y compiten por puntos al derrotar enemigos y salvar personas para ganar el juego. El ganador del Desire Grand Prix será recompensado con “el privilegio de realizar su mundo ideal”. En otras palabras, solo los ganadores, los verdaderos héroes, podrán crear el mundo que desean.
Ace Ukiyo, un hombre misterioso que se transforma en Kamen Rider Geats y gana el Desire Grand Prix, decide no cambiar el mundo en absoluto, pero poco después, comienza un nuevo Desire Grand Prix, y tanto Ace como Michinaga Azuma, un trabajador de construcción que es el rival de Ace y el único otro sobreviviente de la edición anterior, que se transforma en Kamen Rider Buffa, están invitados a participar.

## Personajes

### Riders
- Ace Ukiyo (浮世 英寿, Ukiyo Ēsu?)/Kamen Rider Geats (仮面ライダーギーツ, Kamen Raidā Gītsu?): es un hombre misterioso que está invicto en el Desire Grand Prix. Ace es un hombre seguro de sí mismo, cuya personalidad, pasado y verdadera motivación aún no están claros. Como ganador habitual del Desire Grand Prix, intenta rehacer el mundo y devolverlo a su estado original, con el objetivo de crear un mundo ideal. En el juego como Geats, Ace está dispuesto a usar métodos para hacer que otros jugadores simpaticen con él, como mentir. Sin embargo, debajo de este exterior hay una persona de buen corazón que cumplirá los deseos de aquellos que no pueden. Tampoco oculta su interés por las mujeres y también tiene peculiaridades habituales como usar ropa elegante.[2]
- Keiwa Sakurai (桜井 景和, Sakurai Keiwa?)/Kamen Rider Tycoon (仮面ライダータイクーン, Kamen Raidā Taikūn?): es un estudiante universitario en busca de trabajo que vive con su hermana mayor. Keiwa es una persona de muy buen carácter que desea la paz mundial. También se le describe como una persona sencilla que piensa primero en los demás. El pasatiempo de Keiwa es el voluntariado. Sin embargo, también tiene una perspectiva cínica de la vida, creyendo que un mundo perfecto es solo un sueño inalcanzable.[3]
- Neon Kurama (鞍馬 祢音, Kurama Neon?)/Kamen Rider Na-Go (仮面ライダーナーゴ, Kamen Raidā Nāgo?): es la única hija de una familia adinerada y una persona influyente en las redes sociales. Neon está feliz y alegre mientras está frente a la cámara de su propio programa transmitido en vivo, Neon TV. A diferencia de la mayoría de las personas ricas como su madre, Neon desea una vida mucho más mundana. Debido al control asfixiante de su madre sobre ella, a menudo trata de escapar de su hogar para vivir su propia vida. Neon tiene un cierto nivel de inocencia debido a su vida protegida que puede llevar a que la engañen. Ella cree en el romance de cuento de hadas, con la esperanza de que algún día venga un príncipe azul y la enloquezca.[4]Más adelante se revela que Neon fue creada por la Diosa de la Creación a partir de Akari Kurama (鞍馬 あかり, Kurama Akari) una niña de 8 años que fue secuestrada y asesinada hace 11 años. Su padre fue el que pidió ese deseo a la Diosa a cambio de ser patrocinador de DGP.
- Michinaga Azuma (吾妻 道長, Azuma Michinaga?)/Kamen Rider Buffa ((仮面ライダーバッファ, Kamen Raidā Baffa?): un individuo frío y distante, Michinaga considera que todos sus compañeros Riders son enemigos. Está más que feliz de verlos caer en combate, una actitud basada tanto en su deseo de ganar como en la creencia de que ningún participante está actuando por motivaciones totalmente desinteresadas. Es particularmente hostil hacia Ace Ukiyo, quien lo derrotó en el Desire Grand Prix anterior y, por lo tanto, es su mayor oponente en el actual.[5]
- Win Hareruya (ギロリ, Girori?)/Kamen Rider PunkJack (仮面ライダーパンクジャック, Kamen Raidā Panku Jakku?): es un exmiembro del personal del Desire Grand Prix. Como a Win originalmente no se le permitió hablar o revelar su identidad, se mantuvo sereno aunque con cierto desdén hacia los jugadores. Posteriormente Win reveló su verdadera identidad, un punk rock muy opuesto a tranquilo y sereno. Sin embargo, parte de esto parece ser un acto que realiza frente a los demás, para distraerse de su verdadero propósito de observar a Ace Ukiyo y eliminar al campeón invicto del Desire Grand Prix.[6]
- Giroli (ギロリ, Girori?)/Kamen Rider Glare (仮面ライダーグレア, Kamen Raidā Gurea?): es el Maestro del Juego, que se disfraza como el anfitrión del salón del Desire Grand Prix donde se reúnen los participantes. Como anfitrión, Girori muestra una actitud profesional y cordial con los jugadores mientras descansaban, brindándoles ocasionalmente consejos cuando lo necesitaban. Como Maestro del Juego, muestra un gran interés en Ace debido a su racha de victorias consecutivas. Sin embargo, comenzó a cansarse de tener que coronar a Ace como el ganador cada vez y deseaba saber sus motivos para hacerlo,. Después de que Archimedel comenzó a convertir a Jyamato en Riders, Girori se cansó de desafiar su autoridad y decidió eliminar personalmente a Ace.[7]
- Chirami (チラミ?)/Kamen Rider Glare2 (仮面ライダーグレア2, Kamen Raidā Gurea Tsū?): Es el nuevo Maestro del Juego que reemplaza a Giroli después de su despido. A diferencia de Girori, Chirami es más excéntrico y tiene una personalidad ruidosa, a menudo para molestia de los otros jugadores. Además, Chirami no oculta su identidad como Maestro del Juego, A diferencia de Girori, que mantiene la regla del juego de buscar un Rider lo suficientemente fuerte para poder luchar contra Jyamato, Chirami prefiere hacerlo solo por entretenimiento.[8]
- Niram (ニラム, Niramu?)/Kamen Rider Gazer (仮面ライダーゲイザー, Kamen Raidā Geizā?): es un ejecutivo administrativo del Desire Grand Prix, que tiene la autoridad para controlar si el torneo se lleva a cabo de manera justa. Se muestra que Niram es tranquilo y sensato, y rara vez ataca con ira. Según su papel administrativo se mantiene neutral, sin ninguna intención maliciosa hacia los jugadores y desea que el juego sea justo para ellos.[9]
- Ziin (ジーン, Jīn?)/Kamen Rider Ziin (仮面ライダージーン, Kamen Raidā Jīn?): Es un miembro de la audiencia del Desire Grand Prix y patrocinador de Ace Ukiyo. Ziin es un patrocinador amistoso que ayuda a Ace siempre que puede, brindándole información de fondo sobre el Desire Grand Prix y los Jyamato. Sin embargo, se muestra que Ziin tiene rencor contra los patrocinadores de Jyamato.[10]
- Kekera (ケケラ?)/Kamen Rider Kekera (仮面ライダーケケラ, Kamen Raidā Kekera?): Es un miembro de la audiencia del Desire Grand Prix y patrocinador de Keiwa Sakurai. Kekera parece ser una persona impulsiva, ya que le gusta gritarle a Keiwa. Pero a pesar de su personalidad exaltada, parece estar interesado y fiel en Keiwa como su patrocinador.[11]
- Kyunn (キューン, Kyūn?)/Kamen Rider Kyuun (仮面ライダーキューン, Kamen Raidā Kyūn?): Es un miembro de la audiencia del Desire Grand Prix y patrocinador de Neon Kurama. Kyuun es una persona muy directa, dispuesto a señalar los rasgos negativos de Neon como una chica egoísta e ingenua cuando se conocen por primera vez. Sin embargo, hace esto porque en el fondo realmente se preocupa por ella y quiere verla cumplir su deseo. Si bien no revela su identidad a Neon como su patrocinador, se comunica con ella a través de una carta mística que puede escribir automáticamente los mensajes de apoyo que desea transmitir.[12]
- Beroba (ベロバ Beroba?)/Kamen Rider Beroba (仮面ライダーベロバ, Kamen Raidā Beroba?): Es una miembro de la audiencia del Desire Grand Prix y patrocinadora de Michinaga Azuma y los Jyamato que se transforma en Kamen Raider Beroba. Beroba es una mujer malvada que ejerce una naturaleza manipuladora para conseguir lo que quiere. Beroba tiene una profunda desconfianza por el Desire Grand Prix y se deleita sádicamente al ver el torneo y la vida de otras personas destruidas.[13]
- Zitt (ジット, Jitto?)/Kamen Rider Regad (仮面ライダーリガド, Kamen Raidā Rigado?): Es un Maestro del Juego enviado desde el futuro por Suel. Zitt es un hombre frío, tranquilo y muy profesional. Adoptando una actitud sensata, no le importa salvar el mundo ni garantizar el entretenimiento de la audiencia, solo le interesa provocar distopía y "malos finales" en los juegos que dirige. Muy centrado en sus objetivos, se involucra directamente en el campo para realizar el trabajo de la manera más eficiente y rápida posible.[14]
- Suel (スエル, Sueru?)/Kamen Rider Suel Gazer (仮面ライダースエルゲイザー, Kamen Raidā Sueru Geizā?)/Kamen Rider Regad Omega (仮面ライダーリガドΩオメガ, Kamen Raidā Rigado Omega?): Es el fundador y productor ejecutivo del Desire Grand Prix. Suel es despiadado, astuto y egoísta, ya que se hizo el Desire Grand Prix y lo ve como la mejor forma de entretenimiento para él. Le complace ver a los humanos destruyéndose unos a otros por el bien de obtener su deseo.[15]

### Aliados
- Tsumuri (ツムリ, Tsumuri?): es una mujer misteriosa que actúa como guía de los participantes del Desire Grand Prix. Después de que Ace gana el DGP "Encuentro", utiliza su deseo de convertir a Tsumuri en su hermana mayor, para su consternación a pesar de estar disgustado por sus compañeros de trabajo que intentan sabotear a Ace. No obstante, gradualmente se abre a Ace y los otros DGP Kamen Riders antes de manifestar habilidades similares a las de la Diosa de la Creación. Pero su habilidad despierta la convierte en un nuevo objetivo de los miembros de DGP que son leales a Suel, que quiere que ella sea su Diosa de la Creación de reemplazo.
- Sara Sakurai (桜井 沙羅, Sakurai Sara?): es la hermana mayor de Keiwa y fan de Neon y de Ace Ukiyo, quien cuida a Keiwa después de que sus padres murieran en el fuego cruzado de un DGP anterior y no fueran revividos en reinicios posteriores.
- Samas (サマス, Samasu?): es una asistente de producción del Desire Grand Prix y secretaria de Niram.
- Mitsume (ミツメ?): fue la madre desaparecida de Ace y ex navegante de DGP de un futuro lejano. Aunque físicamente no podía tener hijos debido a su fisiología, su amor y deseo inquebrantables hicieron que despertara poderes que alterarían el mundo, lo que resultó en el nacimiento de su hijo. En algún momento, Mitsume dejó a su hijo y le pidió que se olvidara de ella, pero él nunca lo hizo y continuó buscándola mientras reencarnaba a lo largo de la historia, siendo Ace Ukiyo el último en la fila. Debido a este hecho, Suel y los Game Masters la castigaron y la transformaron a la fuerza en una forma de piedra apodada la Diosa de la Creación. Los poderes de Mitsume fueron explotados por la gerencia de DGP cuando el premio se cambió para que el mundo ideal del ganador se otorgara a través de las habilidades de la Diosa.

### Villanos
- Archimedel (アルキメデル, Arukimederu?): Es un jardinero misterioso que cultiva los Jyamato alimentándolo con las Rider Core rotas de los  Riders eliminados anteriormente.
- Jyamato (ジャマト Jamato?): Son una fuerza misteriosa y hostil cuyo origen y propósito se desconocen, pero se dice que es una amenaza para el mundo humano. Los Jyamato aparecen en un espacio llamado Área Jyamar y se dice que actúan de acuerdo a órdenes. Para proteger la paz de la ciudad, el Desire Grand Prix se lleva a cabo para atacar la amenaza de Jyamato.
  - Jyamato Riders (ジャマト Jamato?): Son la forma evolucionada de los Jyamato. Los Jyamato Riders son capaces de manifestar cierto nivel de habla humana. También son implacables en la búsqueda de sus objetivos, intentando continuamente destruirlos.
  - GM Riders (GMジーエムライダー, Jīemu Raidā?): son jugadores y miembros del personal de Desire Grand Prix con lavado de cerebro bajo las órdenes de Kamen Rider Glare.

## Lista de Episodios
1. Daybreak F: Invitación al Rider (黎明F：ライダーへの招待状, Reimei Efu: Raidā e no Shōtaijō?)[16]
2. Encuentro I: Caza del tesoro y robo (邂逅Ⅰ：宝さがしと盗賊, Kaigō Ai: Takara Sagashi to Tōzoku?)[17]
3. Encuentro II: Caza de zombis (邂逅Ⅱ：ゾンビ狩り, Kaigō AiAi: Zonbi Gari?)[18]
4. Encuentro III: Condiciones para la victoria (邂逅Ⅲ：勝利条件, Kaigō Surī: Shōri Jōken?)[19]
5. Encuentro IV: Concentración de dúo (邂逅Ⅳ：デュオ神経衰弱, Kaigō Fō: Dyuo Shinkei Suijaku?)[20]
6. Encuentro V: Impulso de reversión (邂逅Ⅴ：逆転のブースト, Kaikō Faibu: Gyakuten no Būsuto?)[21]
7. Encuentro VI: Último jefe y patear la lata (邂逅Ⅵ：ラスボスと缶けり, Kaikō Sikusu: Rasubosu to Kankeri?)[22]
8. Encuentro VII: Ninja de la carta de triunfo (邂逅Ⅶ：切り札ニンジャ, Kaikō Sebun: Kirifuda Ninja?)[23]
9. Encuentro F: ¡Despierta! Monstruo (邂逅F：Wake upウェイクアップ ！モンスター, Kaikō Efu: Weiku Appu! Monsutā?)[24]
10. Conspiración I: el ritmo del nuevo mundo (謀略Ⅰ：新世界のビート, Bōryaku Wan: Shin Sekai no Bīto?)[25]
11. Conspiración II: El laberinto de Jyamato (謀略Ⅱ：ジャマトの迷宮, Bōryaku Tsū: Jamato no Meikyū?)[26]
12. Conspiración III: Slot★Fever (謀略Ⅲ：スロット★フィーバー, Bōryaku Surī: Surotto ★ Fībā?)[27]
13. Conspiración IV: ¡Recupera el Driver! (謀略Ⅳ：ドライバーを奪還せよ！, Bōryaku Fō: Doraibā o Dakkan seyo!?)[28]
14. Conspiración V: la ira de glare (謀略Ⅴ：怒りのグレア, Bōryaku Faibu: Ikari no Gurea?)[29]
15. Conspiración VI: Cualificaciones de Kamen Rider (謀略Ⅵ：仮面ライダーの資格, Bōryaku Sikusu: Kamen Raidā no Shikaku?)[30]
16. Conspiración IR: La caza del zorro (謀略IR：キツネ狩り, Bōryaku Ai Āru: Kitsune Kari?)[31]
17. Divergencia I: ¡Bienvenido! ¡A la nueva temporada! (乖離Ⅰ：ようこそ！ 新シーズンへ！, Kairi Wan: Yōkoso! Shin Shīzun e!?)[32]
18. Divergencia II: ¡Bravo! ¡Enfrentamiento de bolas de Jyamar! (乖離Ⅱ：ブラボー！ジャマーボール対決！, Kairi Tsū: Burabō! Jamā Bōru Taiketsu!?)[33]
19. Divergencia III: ¡Vota! ¿Quién es el Dezastar? (乖離Ⅲ：投票！デザスターは誰だ！, Kairi Surī: Tōhyō! Dezasutā wa Dareda!?)[34]
20. Divergencia IV: ¡Entrega del Jyamato! (乖離Ⅳ：ジャマトからの宅配便！, Kairi Fō: Jamato Kara no Takuhaibin!?)[35]
21. Divergencia V: Martillo de Gazer! (乖離Ⅴ：ゲイザーの鉄槌！, Kairi Faibu: Geizā no Tettsui!?)[36]
22. Divergencia VI: ¡Persecución! ¡Atrapa al demonio Chirami! (乖離Ⅵ：追跡！ チラミ鬼をつかまえろ！, Kairi Shikkusu: Tsuiseki! Chirami Oni o Tsukamaero!?)[37]
23. Divergencia T: ¡Ahora! Por el que apoyas (乖離T：いざ！推しのためなら, Kairi Tī: Iza! Oshi no Tamenara?)[38]
24. Divergencia SP: ¡Especial de emergencia! ¡Todo sobre el DesiGra! (乖離SP：緊急特番！ デザグラのすべて！, Kairi Esu Pī: Kinkyū Tokuban! Dezagura no Subete!?)[39]
25. Lamentación I: Jyamato Grand Prix♡ (慟哭Ⅰ：ジャマトグランプリ♡, Dōkoku Wan: Jamato Guran Puri ♡?)[40]
26. Lamentación II: ¡El Impulso Escarlata! (慟哭Ⅱ：真紅のブースト！,?)[41]
27. Lamentación III: Un divertido juego Sengoku ♡ (慟哭Ⅲ：たのしい戦国ゲーム♡, Dōkoku Surī: Tanoshī Sengoku Gēmu ♡?)[42]
28. Lamentación IV: ¡Unión LaserBoost! (慟哭Ⅳ：絆のレーザーブースト！, Dōkoku Fō: Kizuna no RēzāBūsuto!?)[43]
29. Lamentación V: ¡Sorpresa! Juego de corridas de toros♡ (慟哭Ⅴ：サプライズ！ 闘牛ゲーム♡, Dōkoku Faibu: Sapuraizu! Tōgyū Gēmu ♡?)[44]
30. Lamentación VI: El príncipe dentro de la carta (慟哭Ⅵ：手紙の中の王子様, Dōkoku Shikkusu: Tegami no Naka no Ōji-sama?)[45]
31. Lamentación VII: Juego del Cielo y el Infierno♡ (慟哭Ⅶ：天国と地獄ゲーム♡, Dōkoku Sebun: Tengoku to Jigoku Gēmu ♡?)[46]
32. Lamentación F: El Juicio Final (慟哭F：最後の審判, Dōkoku Efu: Saigo no Shinpan?)[47]
33. Anhelo I: ¡Buffa sin rival! (慕情Ⅰ：バッファ無双！, Bojō Wan: Baffa Musō!?)[48]
34. Anhelo II: Objetivo de ataque de Geats (慕情Ⅱ：ギーツの矛先, Bojō Tsū: Gītsu no Hokosaki?)[49]
35. Anhelo III: El deseo de una hermana, el deseo de un hermano (慕情Ⅲ：姉の願い 弟の願い, Bojō Surī: Ane no Negai, Otōto no Negai?)[50]
36. Anhelo IV: Cooperativa temporal (慕情Ⅳ：かりそめの共闘, Bojō Fō: Kari Some no Kyōtō?)[51]
37. Anhelo V: Destrucción blanca pura (慕情Ⅴ：純白の破壊, Bojō Faibu: Junpaku no Hakai?)[52]
38. Anhelo F: ¡El zorro blanco de nueve colas! (慕情F：九尾の白狐！, Bojō Efu: Kyūbi no Shirogitsune!?)[53]
39. Creación I: Mi DesiGra (創世Ⅰ：俺のデザグラ, Sōsei Wan: Ore no Dezagura?)[54]
40. Creación II: El despertar de Tycoon (創世Ⅱ：タイクーン覚醒, Sōsei Tsū: Taikūn Kakusei?)[55]
41. Creación III: El shogun negro azabache (創世Ⅲ：漆黒の将軍, Sōsei Surī: Shikkoku no Shōgun?)[56]
42. Creación IV: Finalización de la Diosa, Espada de la oscuridad (創世Ⅳ：女神完成 闇の刃, Sōsei Fō: Megami Kansei, Yami no Yaiba?)[57]
43. Creación V: ¡Su nombre es Gya-Go! (創世Ⅴ：その名はギャーゴ！, Sōsei Faibu: Sono Na wa Gyāgo!?)[58]
44. Creación VI: Neón, Brilla (創世Ⅵ：ネオン、かがやく, Sōsei Shikkusu: Neon, Kagayaku?)[59]
45. Creación VII: Donde van los deseos (創世Ⅶ：願いのゆくえ, Sōsei Sebun: Negai no Yukue?)[60]
46. Creación VIII: Adiós Michi (創世Ⅷ：さよなら、ミッチー, Sōsei Eito: Sayonara, Mitchī?)[61]
47. Creación IX: Un verdadero Kamen Rider (創世Ⅸ：ホンモノの仮面ライダー, Sōsei Nain: Honmono no Kamen Raidā?)[62]
48. Creación X: Réquiem de Tsumuri (創世Ⅹ：ツムリの鎮魂歌レクイエム, Sōsei Ten: Tsumuri no Rekuiemu?, Sōsei Nain: Honmono no Kamen Raidā)[63]
49. Daybreak I: ¡Aquí viene lo más destacado! (黎明Ⅰ：ここからがハイライトだ！, Reimei Wan: Koko Kara ga Hairaito da!?)[64]

### Películas
- Kamen Rider Geats: 4 Aces and the Black Fox (劇場版 仮面ライダーリバイス バトルファミリア, Gekijōban Kamen Raidā Ribaisu: Batoru Famiria?): Estrenada el 28 de junio de 2023
- Kamen Rider The Winter Movie: Gotchard & Geats Strongest Chemy★Great Gotcha Operation (仮面ライダー THE WINTER MOVIE ガッチャード＆ギーツ 最強ケミー★ガッチャ大作戦, Kamen Raidā Za Uintā Mūbī Gatchādo ando Gītsu Saikyō Kemī ☆ Gatcha Dai Sakusen?): Especial para video que actúa como epílogo de la serie, además de ser un crossover con su serie sucesora Kamen Rider Gotchard. Estrenado el 22 de diciembre de 2023

## Reparto
- Ace Ukiyo: Hideyoshi Kan
- Keiwa Sakurai: Ryūga Satō
- Neon Kurama: Yuna Hoshino
- Michinaga Azuma: Kazuto Mokudai
- Win Hareruya: Tsubasa Sakiyama
- Giroli: Shugo Oshinari
- Chirami: Shigenori Yamazaki
- Niram: Ryō Kitamura
- Ziin: Fuku Suzuki
- Kekera: Mitsutoshi Shundō
- Kyuun: Kenta Mizue
- Beroba: Ayaka Namiki
- Zitt: Ryuji Sato
- Suel: Yoshitsugu Matsuoka
- Tsumuri: Kokoro Aoshima
- Sara Sakurai: Nene Shida
- Samas: Seia Yasuda
- Mitsume: Nana Isaki
- Archimedel: Shihō Harumi
- Narrador: Junji Shiono

## Temas musicales

### Tema de entrada
- "Trust・Last"
  - Letra: Shōko Fujibayashi
  - Música Hi-yunk(BACK-ON)
  - Intérprete: Koda Kumi ft. Shonan no Kaze

### Tema de cierre
- "Trust・Last"
  - Letra: Shōko Fujibayashi
  - Música Hi-yunk(BACK-ON)
  - Intérprete: Koda Kumi ft. Shonan no Kaze